# Сіндзю-кьо

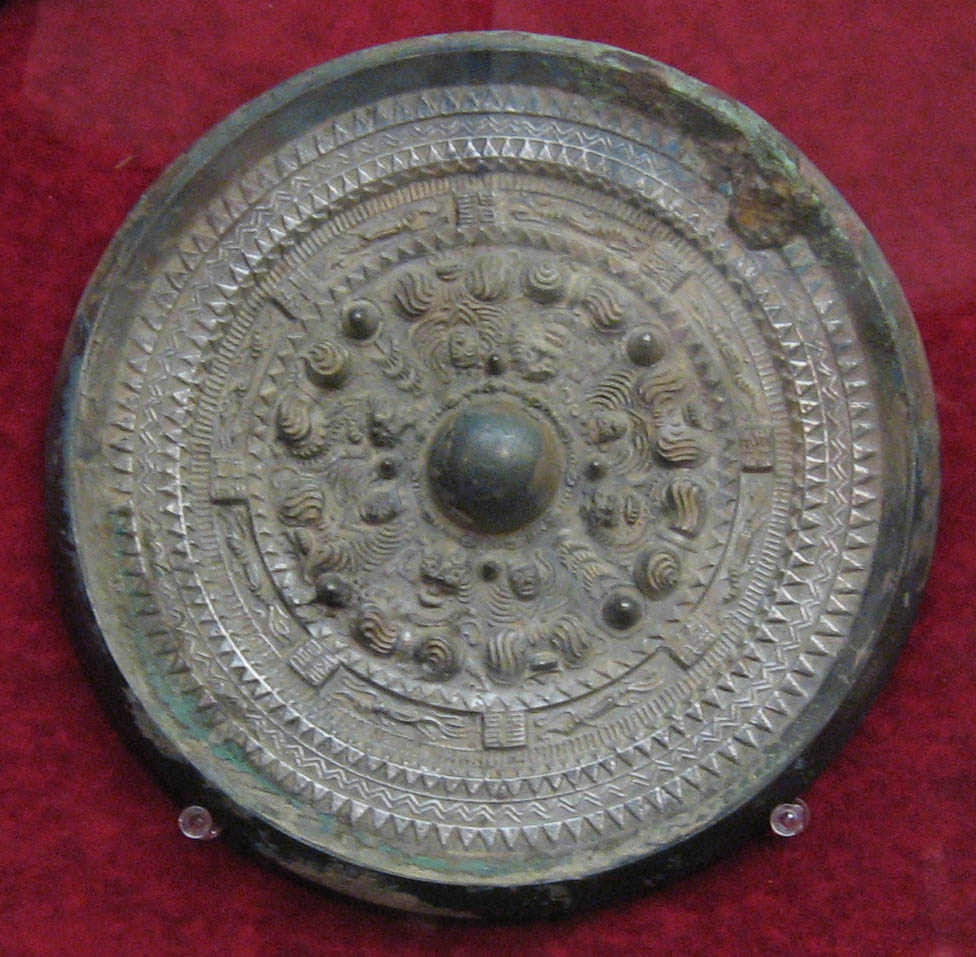
Sankakuen-shinjūkyō з кофуну Tsubai Ōtsukayama в Ямасіро, Кіото

Сіндзю-кьо (神獣鏡, "дзеркало божества і звіра") - давній тип японського круглого бронзового дзеркала, прикрашеного зображеннями богів і тварин з китайської міфології. На лицьовому боці дзеркало відполіроване, а на зворотному - рельєфні зображення легендарних китайських шен (神 "дух; бог"), сянь (仙 "трансцендентний; безсмертний") та легендарних істот.

## історія
Бронзові дзеркала в стилі сіндзю-кьо походять від китайських магічних дзеркал і часто виготовлялися за часів династії Хань, Трьох царств і Шести династій (1-6 століття н.е.). З поширенням китайської технології лиття бронзи, сіндзю-кьо виробляли в Японії, а також у комендатурі Леланг та комендатурі Дайфан на Корейському півострові. У "Вей цзи" (魏志 "Записи про Вей") бл. 297 р., що є частиною "Історії трьох царств" (三國志), міститься перша історична згадка про бронзові дзеркала в Японії. У ньому описуються відносини данини між королевою Хіміко з Ва та двором Вей, а також зазначається, що у 239 році імператор Цао Руй надіслав Хіміко подарунки, серед яких були "сто бронзових дзеркал".

## Варіації
Археологічні розкопки японських гробниць періоду Кофун (3-7 століття) виявили численні сіндзюкьо, і японські археологи поділяють їх, зокрема, на підтипи:
- sankakuen-shinjūkyō (яп. 三角縁神獣鏡, "triangular-rimmed deity and beast mirror")
- gamontai-shinjūkyō (яп. 画文帯神獣鏡, "wide image-band deity and beast mirror")
- hirabuchi-shinjūkyō (яп. 平縁神獣鏡, "flat-rimmed deity and beast mirror")

У гробниці Куроцука Кофун, розкопаній у префектурі Нара, було знайдено 33 бронзові дзеркала санкакуен-сіндзюкьо. Деякі дослідники  вважають, що це оригінальні дзеркала, які імператор Цао Руй подарував королеві Хіміко, але інші з цим не погоджуються.

## Зовнішні посилання
- (яп.) 7号鏡 神人龍虎画像鏡, Shinjūkyō picturing a transcendent, dragon, and tiger, Kobe Archeology Center (click image for navigation)
- (яп.) 三角縁神獣鏡, Sankakuen- shinjūkyō from the Yoshinogari site, Kyoto University Museum